# Zacarias Dias Côrtes
Zacarias Dias Côrtes (Curitiba, 1673 - ?) foi um bandeirante paulista.

## Biografia
Foi filho do capitão Guilherme Dias Côrtes e neto de Baltasar Carrasco dos Reis.
Atribui-se a Zacarias Dias Côrtes a descoberta dos "Campos de Palmas" (sudoeste paranaense) quando, por volta de 1720 – 1726 teria desbravado a região até a cabeceira do Rio Uruguai em busca de ouro. Nesta expedição estava em companhia do cunhado, João Carvalho de Assunção, e de netos de Mateus Martins Leme. Também demarcou o rio Chapecó, àquele tempo denominado Inhanguera. A expedição de Zacarias Côrtes foi a primeira a percorrer o sertão à cata de ouro, na região entre os Rios Iguaçu e Uruguai, a Serra do Mar e os Campos de Palmas. Permaneceu longo tempo no sertão e após se fixou nas lavras do Arraial Grande (atual São José dos Pinhais), nas proximidades de Curitiba e neste local, presume-se, veio a falecer em data ignorada.
Na sua passagem pelos Campos de Palmas fez contato com um grupo indígena, os Biturunas, que habitava a região próxima ao Rio Chopim. 
Descobriu o metal precioso na serra de Ibituruna, no rio do mesmo nome, afluente do Rio Uruguai e como não havia dado ciência ao governo de suas descobertas auríferas, a câmara de Curitiba o intimou a pagar os quintos reais do ouro extraído, sendo também intimado a descrever o percurso de sua expedição, levantando uma planta que foi utilizada, anos mais tarde, pelo Barão do Rio Branco para resolver a pendência entre Brasil e Argentina; foi árbitro desse litígio o ex-presidente americano Grover Cleveland que, com justiça e por direito, decidiu a questão em favor do Brasil.